# Théorie du plus grand fou
 (mars 2019).
Si vous disposez d'ouvrages ou d'articles de référence ou si vous connaissez des sites web de qualité traitant du thème abordé ici, merci de compléter l'article en donnant les références utiles à sa vérifiabilité et en les liant à la section « Notes et références ».
En finance et en économie, la théorie du plus grand fou (également appelée théorie du survivant) explique qu'un acheteur puisse acheter un objet au-dessus de sa valeur (en connaissance de cause ou non) par l'espoir de le revendre plus tard à un prix encore plus élevé. En d'autres termes, un « fou » peut payer un prix trop élevé, en espérant que l'objet pourra être revendu plus tard à un « plus grand fou » prêt à payer un prix encore plus élevé.
Inévitablement, la bulle ainsi créée finit par éclater lorsque l'objet est racheté par « le plus grand fou » qui ne trouve pas d'acheteur encore plus « fou » pour lui racheter l'objet plus cher.
Par exemple, la théorie du plus grand fou est particulièrement en œuvre sur les marchés financiers et en immobilier, où les acheteurs peuvent baser leur investissement sur l'hypothèse erronée que les prix augmenteront toujours.
La théorie du plus grand fou est régulièrement citée pour expliquer la bulle des crypto-monnaies comme le Bitcoin ou les NFT, ainsi que la bulle des SPAC, mais peut être étendue pour expliquer la majorité des bulles spéculatives de façon plus générale.
De façon encore plus large, la théorie du plus grand fou est à rapprocher des montages frauduleux du type système de Ponzi ou vente pyramidale.